# Copaivagogo
Copaivagogo is een dorp aan de monding van de Boven-Surinamerivier in het Brokopondostuwmeer in Suriname.
Het ligt stroomafwaarts vanaf de stroomversnelling Papantirie en het dorp Adawai, op 16 kilometer afstand van Duwatra.